# Secopex
Secopex était une société militaire privée française, fondée par Pierre Marziali en 2003 et accusée de mercenariat.

## Actions
La société est fondée à Carcassonne en 2003 par Pierre Marziali, ancien du 3e RPIMa et deux associés.
Elle aurait tenté de nombreuses implantations, en Irak, au Kurdistan, en Somalie ou en Centrafrique, sans grands succès. L'entreprise ne parvient pas à fonctionner.
Elle aurait signé un contrat avec Laurent Gbagbo, juste avant sa défaite en 2011.

## Agents
Les agents de la société sont majoritairement d'anciens militaires français.

## Pierre Marziali abattu à Benghazi
Pendant la première guerre civile libyenne, Pierre Marziali se rend en Libye pour signer des contrats. En compagnie de Pierre Martinet et de deux autres agents, il est arrêté le 12 mai 2011 à Benghazi par des agents du Conseil national de transition. Il est abattu par un milicien lors d'un contrôle qui dégénère. 
Selon une enquête publiée par deux journalistes français en 2014, il pourrait s'agir d'une liquidation délibérée avec l'accord tacite du gouvernement français, car Marziali, lié à différents services secrets, gênait ses relations avec le Conseil national de transition de Benghazi,.